# 川尻泰輔
川尻 泰輔（かわしり たいすけ、1982年10月22日 - ）は、埼玉県出身のボートレーサー。登録第4175号。血液型O型。90期。同期に宇野弥生、石野貴之、萬正嗣らがいる。4回の優勝は全てイン逃げ。

## 来歴
- やまと競艇学校時代は、リーグ戦勝率2.46（準優出以上はなし）の成績を残した。
- 2002年3月28日選手登録。
- 2002年5月9日から戸田競艇場で開催された一般戦初日第1Rでデビュー[1]。（6着）
- 2002年10月5日から浜名湖競艇場で開催された 一般戦「福島民友新聞社杯」4日目（最終日）第1Rに出走し3号艇5コースからまくりを決めて[2]初勝利を飾る。
- 2009年1月20日からびわこ競艇場で開催された G1「第23回新鋭王座決定戦」3日目第9Rに出走し3号艇3コースからまくりを決めて勝利[3]し、G1初勝利を飾る。
- 2009年3月5日から蒲郡競艇場で開催された 一般戦「東西王座決定W優勝シリーズ 第6回蒲郡弥生特別」6日目（最終日）第12R（優勝戦）に出走し、1号艇1コースから逃げを決めて勝利[4]し、初優勝を飾る。
- 2009年7月6日から唐津競艇場で開催された 一般戦5日目（最終日）第12R（優勝戦）に出走し、1号艇1コースから逃げを決めて勝利[5]、2度目の優勝を飾る。
- 2009年10月1日から丸亀競艇場で開催された G3「第19回JR四国ワープ杯」6日目（最終日）第12Rに出走し、1号艇1コースから逃げを決めて勝利[6]し、3度目の優勝を飾る。
- 2014年10月25日からボートレース常滑で開催された 一般戦「綜合通信杯」4日目（最終日）第12R（優勝戦）に出走し、1号艇1コースから逃げを決めて勝利[7]し、4度目の優勝を飾る。
- 2022年4月7日からボートレース平和島で開催された 一般戦「BTS河辺開設27周年記念」5日目（最終日）第10Rに出場し、4号艇4コースからまくりを決め勝利[8]し、通算1000勝を達成した。（歴代1153人目）

## 戦績
- 出走回数：4677回
- 1着回数：1007回
- 優出回数：75回
- 優勝回数：4回
- フライング(F)回数：20回
- 出遅れ(L)回数：2回
- 通算勝率：5.62
- 2連対率：38.42
- 3連対率：55.18
- 生涯獲得賞金：364,793,494円